# Gran cometa
Un gran cometa es un cometa que llega a ser particularmente brillante y espectacular. Mientras los cometas se nombran por sus descubridores, a algunos se los llama «el gran cometa de...» seguido del año en el que brillaron.

## Etimología
La definición de gran cometa es en parte subjetiva. Sin embargo, aquellos que por su brillo llegan a la opinión pública y a los no versados en astronomía adquieren el distintivo de gran cometa.

## Características de los grandes cometas

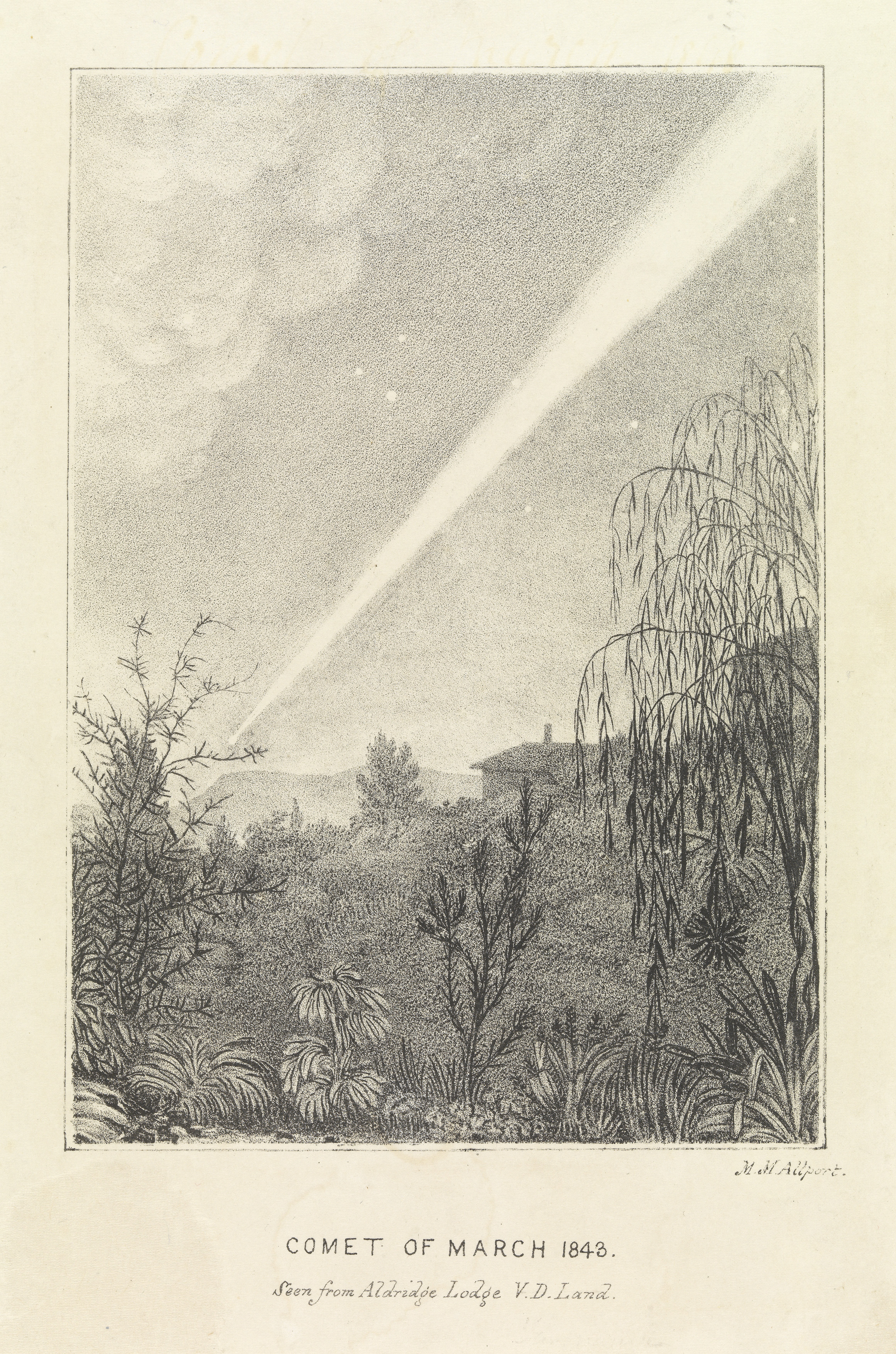
Una pintura del gran cometa de 1843, como fue visto desde Tasmania.

La gran mayoría de cometas nunca sobrepasan el umbral de brillo necesario para ser visibles a simple vista. Generalmente atraviesan el interior del sistema solar y pasan desapercibidos para todos excepto los astrónomos. Sin embargo, en ocasiones, algún cometa supera con creces este límite y se hacen observables a simple vista, y aún más raramente destacan sobre las estrellas más brillantes. El brillo de un cometa depende principalmente de tres factores.

### Tamaño y actividad de su núcleo
El núcleo varía en tamaño desde unos pocos centenares de metros hasta algunos kilómetros. Cuando se apróximan al Sol, grandes cantidades de gas y polvo son expulsados del núcleo del cometa, debido al calor. Un factor crucial en el brillo es la actividad del núcleo. Después de muchas reentradas al sistema solar, el núcleo se debilita, debido a la volatilización que sufre y se hace mucho menos brillantes que otros que pasen por primera vez cerca del Sol.

## Grandes cometas
- Gran Cometa de 1577
- Cometa de 1680
- Gran Cometa de 1744
- Gran Cometa de 1811
- Gran Cometa de 1843
- Cometa Donati - 1858
- Gran Cometa de 1861
- Gran Cometa de 1882
- Cometa Halley - 1910
- Gran Cometa Daylight de 1910

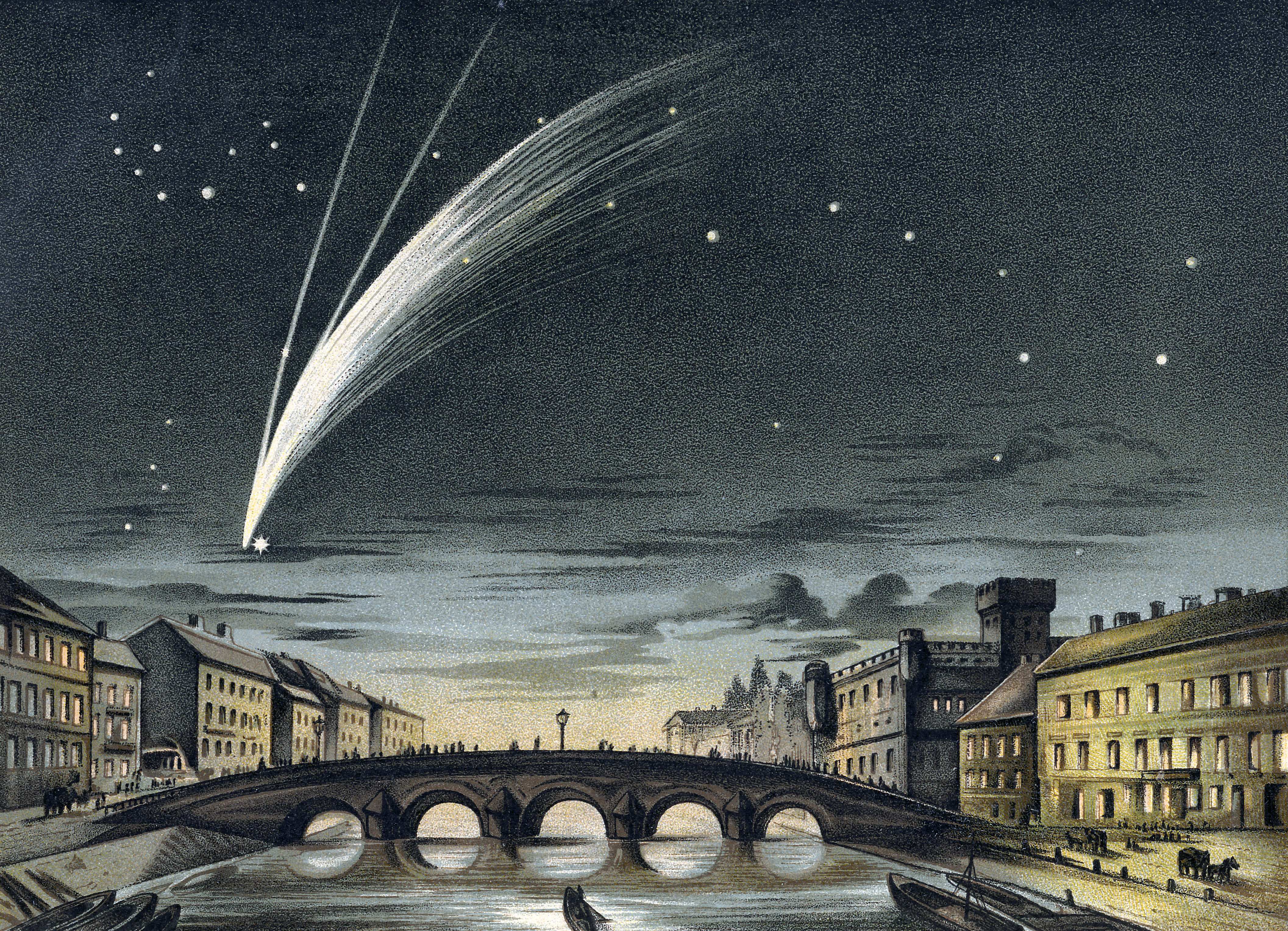
Recreación de cómo debió de verse el gran cometa Donati.

- Cometa Skjellerup-Maristany - 1927
- Cometa Arend-Roland - 1957
- Cometa Ikeya-Seki - 1965
- Cometa West - 1976
- Cometa Hyakutake - 1996
- Cometa Hale-Bopp - 1997
- Cometa McNaught - 2007
- C/2023 A3 (Tsuchinshan–ATLAS) - 2024